# Ron Huberman
Pour les articles homonymes, voir Huberman.
Ron Huberman, (né le 26 novembre 1971 à Tel Aviv), est l'actuel directeur du district scolaire des Chicago Public Schools depuis le 28 janvier 2009. Il est nommé à ce poste par Richard M. Daley, l'actuel maire de Chicago.